# Filippo D'Agostino

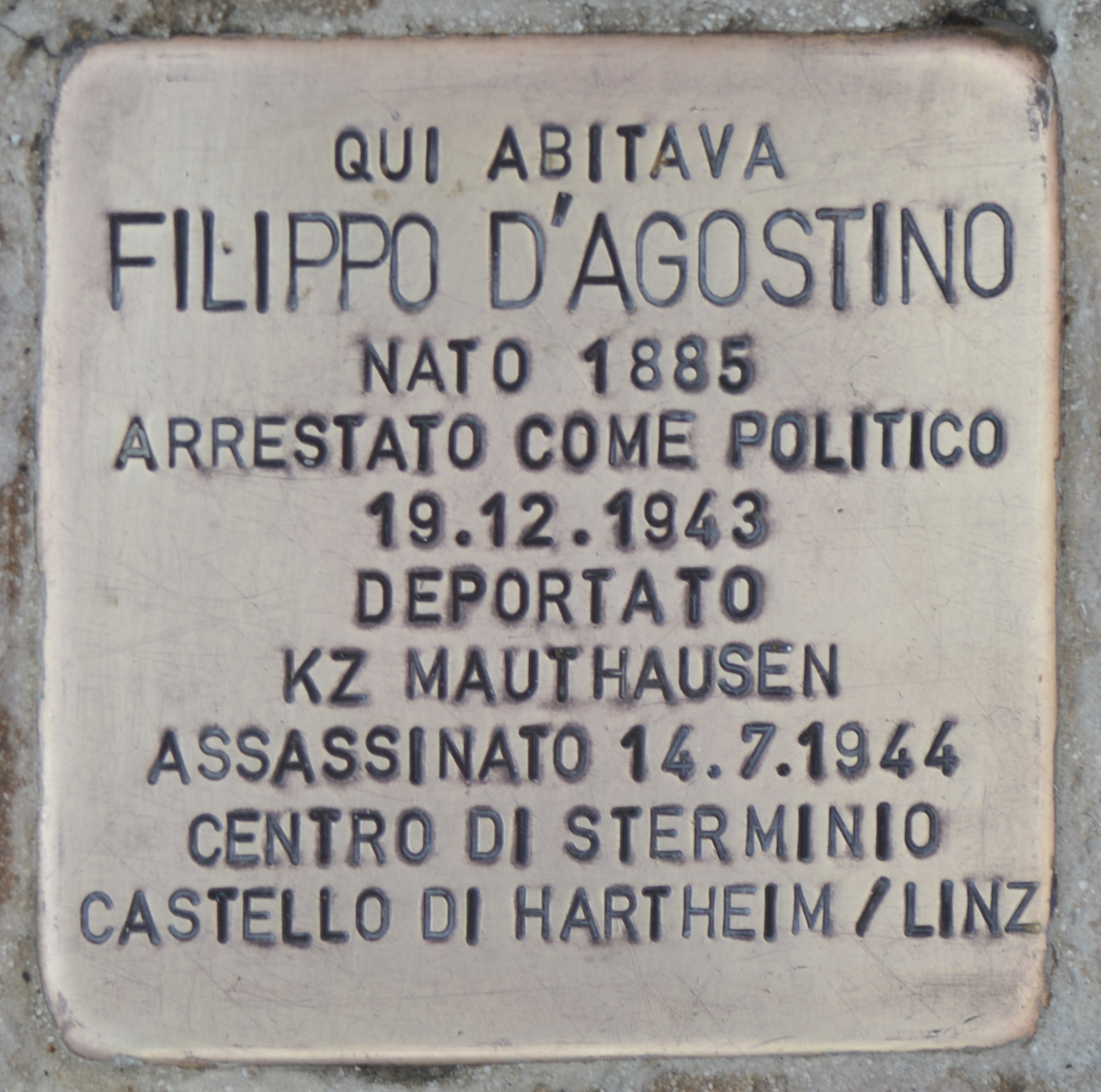
Pietra d'inciampo in ricordo di Filippo d'Agostino posta dal Comune di Roma-Municipio VIII in Via Bartolomeo Bossi, 8.

Filippo D'Agostino (Gravina in Puglia, 15 marzo 1885 – Hartheim, 14 luglio 1944) è stato un politico e partigiano italiano decorato con una medaglia d'argento alla memoria.

## Biografia
Nacque a Gravina in Puglia il 15 marzo 1885. Funzionario delle ferrovie e comunista, con la moglie Rita Maierotti contribuì alla Scissione di Livorno del 1921; famoso sindacalista in Puglia, fu eletto consigliere comunale e provinciale di Bari fra le file del PSI nelle amministrative del 1920; dopo Livorno fu il primo segretario della federazione barese e fondatore del PCdI. Guidò la resistenza vittoriosa della Camera del Lavoro di Bari con Giuseppe Di Vittorio durante lo sciopero legalitario promosso dall'Alleanza del Lavoro, poi il 3 agosto 1922, subì l'arresto in seguito agli scontri con la forza pubblica e i fascisti. 
Nello stesso anno fu licenziato dalle ferrovie a causa della intensa attività politica. Riparò a Trieste dove operò come fiduciario del partito con lo pseudonimo Vindex occupandosi del giornale Il lavoratore comunista. Per evitare un ulteriore arresto, si ritirò in Svizzera, poi raggiunto da un decreto di espulsione. Revocato il mandato d'arresto, abitò dapprima a Roma e poi in Francia dove assunse l'incarico di segretario per la regione delle Bocche del Rodano. Ad ottobre del 1926 venne arrestato a Ventimiglia con a carico il sospetto di voler insorgere contro l'Italia.
Rilasciato, visse a Milano con la moglie; venne arrestato nuovamente, il tutto nel corso di un anno, per poi rimanere altri cinque anni a Ustica, Pesaro e infine a Ponza. Portato in tribunale nel 1927, venne arrestato a Ponza nel 1930 con l'accusa di essere a capo di una manifestazione per la riduzione del sussidio: fu per questo nuovamente condannato il 12 dicembre dello stesso anno e rimase confinato sino al 1932.
Arrestato il 19 dicembre 1943, venne rinchiuso nel carcere di Regina Coeli. Deportato il 4 gennaio 1944 al campo di concentramento di Mauthausen, organizzò un comitato clandestino con altri internati. Scoperto mentre tentava di mettere a segno un'evasione fu bastonato, quindi ucciso col gas e incenerito nel crematorio del Castello di Hartheim. Il 24 dicembre 1955, il Presidente della Repubblica Giovanni Gronchi, gli conferì la Medaglia d'argento al valor militare alla memoria come partigiano combattente.
Il comune di Gravina in Puglia gli ha intitolato una via ed una targa in sua memoria è stata affissa nella sala consiliare del comune di Bari.
A Roma è stata posta una pietra d'inciampo nei pressi della sua abitazione.